# Anarchisme noir
L'Anarchisme noir est un terme appliqué à un groupe de personnes afro-descendantes qui s'identifient aux principes de l'anarchisme. Ce groupe inclut, entre autres, Ashanti Alston, Kuwasi Balagoon, Lorenzo Kom'boa Ervin, Greg Jackson et Martin Sostre. On a critiqué ce terme, car il réduirait les anarchistes noirs à un seul mouvement commun, sans prendre en compte les divergences idéologiques et politiques entre ces différents individus, en les regroupant à tort derrière une théorie ou un mouvement commun. L'Anarchisme noir a eu une influence majeure sur le mouvement anarchiste. Les anarchistes noirs font partie de l'histoire de la lutte antifasciste et antiraciste menée par les Noirs depuis 100 ans.
Les individus rassemblés sous le terme « anarchisme noir » partagent malgré tout des points communs : ils s'opposent tous à l'existence de l'État, à l'assujettissement et à la domination des Noirs et des autres groupes ethniques et sont favorables à une organisation non hiérarchique de la société. Ces individus défendent la lutte des classes tout en soulignant l'importance de mettre fin à l'oppression raciale et nationale, en s'opposant au capitalisme, au patriarcat, à l'État et à la suprématie blanche.
L’Anarchisme noir a longtemps été défini seulement par ces figures importantes mais est aujourd’hui approfondi comme grille de lecture politique à part entière.

## Vision du monde
Les anarchistes noirs rejettent les formes étroites ou explicites d'anarchisme qui ignorent les questions de race et d'oppression nationale. Pedro Ribeiro les définit comme :
« un anarchisme blanc, petit-bourgeois, qui ne peut pas se rapporter au peuple » et qui refuse d'aborder les questions de race en disant « Non, ne parlez pas de racisme à moins que ce ne soit dans le sens antiraciste très abstrait de "nous sommes tous égaux, disons des kumbayas et prétendons que la couleur de notre peau n'a pas d'importance ».
Ashanti Alston, qui utilise le terme d'anarchisme noir, a également affirmé que : 
« la culture noire a toujours été en opposition à la culture américaine et consiste à trouver des moyens créatifs de résister à l'oppression ici, dans le pays le plus raciste du monde les États-Unis. Ainsi, lorsque je parle d'anarchisme noir, ce n'est pas tant à cause de la couleur de ma peau, mais plutôt à cause de qui je suis, en tant que personne, qui peut résister, qui peut voir différemment lorsque je suis coincé, et donc vivre différemment ». 
En tant qu'anarchiste, Alston a ajouté qu'il considérait le nationalisme noir comme progressiste, mais aussi comme profondément limité, déclarant que : 
« l'anarchisme des Black Panthers est disposé et apte à remettre en question les vieilles notions nationalistes et révolutionnaires qui sont acceptées comme le "bon sens". Il remet également en question les conneries dans nos vies et dans le soi-disant mouvement qui nous empêche de construire un véritable mouvement basé sur la jouissance de la vie, la diversité, l'autodétermination pratique et la résistance multiforme à cette pigocratie babylonienne. Cette pigocratie est dans nos "têtes", nos relations, ainsi que dans les institutions qui ont directement intérêt à nous dominer éternellement. »
Plus récemment, des activistes et des universitaires ont souligné l'importance de l'anarchisme noir dans l'histoire de la Black Liberation Army, du Black Panther Party et d'autres mouvements de la tradition noire radicale, à commencer par les rébellions d'esclaves dans les colonies européennes de la fin du XVIIIe siècle jusqu'à aujourd'hui. Dans As Black As Resistance : Finding the Conditions of Liberation, les activistes William C. Anderson, Mariame Kaba et Zoé Samudzi décrivent la nécessité de l'anarchisme noir dans les luttes politiques actuelles, en affirmant que : 
« les Noirs américains sont des résidents d'une colonie, et non de véritables citoyens des États-Unis. Malgré une constitution chargée des valeurs européennes des Lumières et un document d'indépendance déclarant certains droits inaliénables, les Noirs étaient légalement considérés comme une propriété privée jusqu'à leur émancipation après la Guerre de Sécession. La condition des Noirs américains aujourd'hui est intrinsèquement liée à l'histoire de l'esclavage et évolue à travers celle-ci; il en sera toujours ainsi tant que les États-Unis resteront un projet de colonisation. Rien d'autre qu'un démantèlement complet de l'État américain tel qu'il existe actuellement ne peut perturber cette situation, ou ne le fera. ». 
À la lumière contemporaine de penseurs et militants comme Marquis Bey, Jennifer C Nash, Zoé Samudzi, l'Anarchisme Noir est redéfini théoriquement à travers l’approche intersectionelle. S’éloignant alors des définitions de l’Anarchisme Noir, portées par de nombreuses figures masculines qui avait des tendances paternalistes.

## Approche Intersectionelle

### Afro-féminisme et anarchisme
L’Anarchisme noir lue à travers la grille de l'intersectionalité permet d’explorer les interconnexions complexes entre race, genre, classe et anarchisme. Bell Hooks, dans son œuvre majeure "Ain't I a Woman: Black Women and Feminism", fait figure de précurseur en articulant les expériences uniques des femmes noires, affirmant que l’intersectionnalité est cruciale pour comprendre les dynamiques de pouvoir que cherche à déconstruire les anarchistes.
Selon Jennifer C Nash, il est essentiel de repenser constamment l’intersectionnalité. Elle la situe dans des contextes changeants et en reconnaissant les multiples dimensions de l'identité. Elle souligne son importance dans l'analyse des luttes noires. Sa signification majeure dans la compréhension de l’Anarchisme Noir nous permet de le situer comme un mouvement politique allant au delà de la catégorisation des oppressions.
Les liens entre le mouvement Black Lives Matter, l’afro-féminisme et les principes anarchistes sont très vifs. L’opposition et la résistance des mouvements de libérations noirs sont profondément traversés par les concepts fondamentaux philosophiques de l’anarchisme. Joacquin A Pedroso, incite à penser au-delà des catégories traditionnelles de lutte et à adopter une perspective anarchiste pour aborder les questions de race, de classe et de genre.
HLT Quan, met en lumière le rôle crucial de la conscience féministe dans la tradition radicale noire. Elle insiste sur la nécessité d'incorporer cette conscience dans les luttes actuelles et elle insiste sur l’importance de l'afro-féminisme dans l'Anarchisme noir.

### Justice Transformatrice et Abolitionnisme
L’Anarchisme noir est souvent associé aux mouvements armés afro-américains comme les Black Panthers. Il se mêle à plusieurs courants politiques comme par exemple le nationalisme noir. Or à travers l’approche intersectionelle, ce sont les questions de justice transformatrice et l'abolitionnisme carcéral qui sont des concepts clés à la fondation d’un Anarchisme noir de libération. Patrisse Cullors, par exemple, va plus loin que la simple réforme du système pénal. Elle met en lumière les histoires de résistance et les formes de justice transformatrice nécessaires pour remédier aux injustices structurelles. Joacquin A Pedroso propose des alternatives basées sur la communauté et la résolution des conflits pour remplacer les structures carcérales oppressives dans lesquelles les populations noirs sont surreprésentées.

### Anti-capitalisme et aspirations révolutionnaires
L’anti-capitalisme et les aspirations révolutionnaires sont des principes centraux de l’Anarchisme noir. Le mouvement s’oppose au système capitaliste, hiérarchique et à la suprématie blanche. Ce dernier appelle à une remise en question radicale des structures économiques qui sous-tendent les oppressions raciales.
Maxime Aurélien et Ted Rutland, dans "Il fallait se défendre", racontent l’histoire des premiers gangs haïtiens à Montréal. Ils explorent la dynamique de redistribution de justice communautaire face à la violence raciale subie par les jeunes noirs. Ils explorent les implications pratiques de ces idées en analysant les stratégies de défense communautaire dans le contexte de l'Anarchisme noir. Ils démontrent comment la résistance peut être intégrée dans les structures communautaires, défiant ainsi le capitalisme et les systèmes oppressifs, notamment face à la violence policière.
Joacquin A Pedroso réaffirme le besoin de penser de manière anarchiste pour aborder les racines structurelles du capitalisme et les luttes contre l'exploitation économique et contre la brutalité policière. Hillary Lazar insiste aussi sur la nécessité de comprendre les interconnexions entre les différentes formes d'oppression pour parvenir à une libération totale.
Ainsi, l’Anarchisme noir s’imprègne d'afro-féminisme, de justice transformatrice, d'abolitionnisme carcéral, d'anti-capitalisme et d'aspirations révolutionnaires. Il constitue un prisme complexe et dynamique pour comprendre et transformer les réalités oppressives auxquelles les communautés racisées et spécifiquement noires font face. Ces idées, tirées de divers penseurs et militants, convergent vers une vision cohérente qui vise à libérer les individus et les communautés de l'emprise des systèmes oppressifs capitaliste, patriarcal et suprémaciste.

## Anarcho-Blackness

### Anarcho-Blackness de Marquis Bey
En 2020, Marquis Bey a apporté une contribution significative à la pensée anarchiste avec son essai "Anarcho-Blackness: notes towards a black anarchism". Cette œuvre a introduit le concept d'Anarcho-Blackness, une perspective théorique qui fusionne l'anarchisme et la lutte pour la libération noire. Bey cherche à déconstruire les systèmes d'oppression qui traversent les expériences des Noirs. Il appelle à une révolution qui transcende les limites traditionnelles de la pensée anarchiste. Il explique comment la condition noire et notamment transgenre noire constitue en elle-même une subversion au pouvoir en place. Ainsi, à l'intersection de la race et du genre, cette condition est donc intrinsèquement anarchiste puisqu’elle est, par essence, en opposition au pouvoir établi.
Au cœur de l'Anarcho-Blackness réside une profonde compréhension de l’intersectionnalité. Cette approche reconnaît que les individus noirs ne sont pas uniquement définis par leur race, mais aussi par leur genre, leur classe sociale et d'autres identités. Bey construit donc l’Anarcho-Blackness où la libération noire est envisagée de manière holistique embrassant les dimensions de genre, de race, et de classe.
Il s'engage également dans une critique radicale du système pénal. Il cherche à démanteler les institutions qui perpétuent la violence structurelle contre les Noirs et les autres groupes ethniques. Bey puise dans les idées de l'abolitionnisme carcéral pour imaginer un avenir sans prisons ni systèmes de justice répressifs.
Cette perspective rejoint les travaux de figures telles que Kimberly Jones, dont la vidéo "How Can We Win?" offre un plaidoyer puissant contre le capitalisme et l'injustice systémique.

L'Anarcho-blackness soulève également des questions fondamentales sur la nature de la résistance. 
“Comment peut-on résister de manière efficace tout en restant fidèle à des idéaux anarchistes et en évitant de reproduire des structures oppressives ?” 
Il cherche à dépasser les modèles traditionnels de lutte pour l'émancipation en explorant de nouvelles formes d'organisation sociale basées sur la solidarité, l’autonomie et la décentralisation du pouvoir.
Cette approche révolutionnaire vise à redéfinir les limites traditionnelles de la pensée anarchiste. Il reconnait la nécessité d'une libération pluridimensionnelle, embrassant toutes les facettes de l'identité noire. L'Anarcho-Blackness appelle à une transformation profonde qui s’attaque non seulement aux symptômes visibles de l'oppression, mais aussi à ses racines structurelles, dans une “quête audacieuse de liberté totale.”